# Chalandamarz
Il Chalandamarz (dal romancio: "Calende di marzo") è una festa tradizionale delle zone di lingua romancia del Cantone Grigioni, in Svizzera, che si tiene il 1º marzo di ogni anno.

## Origini
La ricorrenza trae origine dai festeggiamenti che venivano effettuati nell'allora Rezia ai tempi dell'occupazione romana, avvenuta nel 15 a.C. Secondo il calendario romano le calende di marzo (che corrispondono al 1º marzo del calendario gregoriano) segnavano l'inizio dell'anno ed era usanza fare baccano per le vie dei vari villaggi per scacciare gli spiriti maligni dell'anno vecchio.
Anche dopo la caduta dell'Impero romano d'Occidente la tradizione si è perpetuata, tanto che con il passare del tempo questa ricorrenza ha rivestito carattere di ufficialità: infatti ancora oggi i sindaci, i cancellieri ed i tesorieri delle località romance del Cantone dei Grigioni, che vengono eletti nel mese di febbraio, entrano in carica proprio il 1º marzo.

## La festa
Nel Chalandamarz gli studenti, indossando i costumi tradizionali, percorrono le vie dei paesi cantando e facendo rumore per scacciare l'inverno e, quindi, oggi assume il carattere di un rito propiziatorio per l'arrivo della primavera.
Le modalità di festeggiamento del Chalandamarz variano da villaggio a villaggio: in alcuni i giovani schioccano fruste, in altri fanno suonare grossi campanacci appesi al collo, in altri ancora si radunano intorno alla fontana del paese.

## Letteratura
Uno dei più conosciuti libri svizzeri per ragazzi, Una campana per Ursli, scritto dall'engadinese Selina Chönz nel 1945, contiene numerosi illustrazioni che raffigurano diverse modalità di festeggiare il Chalandamarz, opera dell'artista conterraneo Alois Carigiet.